# 南东县
南東縣（越南语：／）是越南顺化市历史上的一个旧县。面积650.51平方公里，2018年总人口32050人。

## 地理
南东县东接岘港市和荣县，西接阿雷县，北接香水市社和富禄县，南接广南省西江县和东江县。

## 历史
1997年3月17日，香禄社析置溪椥市镇和香和社。
2019年12月17日，香江社和香和社合并为香春社。
2024年11月30日，越南国会常务委员会通过决议，自2025年1月1日起，南东县并入富禄县。

## 行政区划
南东县下辖1市镇9社，县莅溪椥市镇。
- 溪椥市镇（Thị trấn Khe Tre）
- 香有社（Xã Hương Hữu）
- 香禄社（Xã Hương Lộc）
- 香富社（Xã Hương Phú）
- 香山社（Xã Hương Sơn）
- 香春社（Xã Hương Xuân）
- 上露社（Xã Thượng Lộ）
- 上隆社（Xã Thượng Long）
- 上日社（Xã Thượng Nhật）
- 上广社（Xã Thượng Quảng）